# ناحیه فیلمور، میشیگان
ناحیه فیلمور (به انگلیسی: Fillmore Township) یک منطقهٔ مسکونی در ایالات متحده آمریکا است که در شهرستان آلگان، میشیگان واقع شده‌است.
 ناحیه فیلمور ۷۳٫۵ کیلومتر مربع مساحت و ۲٬۶۸۱ نفر جمعیت دارد و ۲۰۷ متر بالاتر از سطح دریا واقع شده‌است.